# ۱۱۷۲ (خورشیدی)
۱۱۷۲ هزار و صد و هفتاد و دومین سال هجری خورشیدی است.